# Abronia mitchelli
El dragoncito de la Sierra Juárez (Abronia mitchelli) es una especie de lagarto escamoso ánguido endémico de México del género Abronia. Fue descrito por el herpetólogo estadounidense Jonathan Atwood Campell en 1982, a partir del holotipo UTA R-10000, una hembra adulta encontrada el de septiembre de 1974 en Cerro Pelón al costado norte de la Sierra de Juárez.
Esta especie de dragoncito, junto con el dragoncito de Santa Rosa Comitán, se consideraba una especie "perdida", conocida a partir de un solo espécimen en su descripción oficial. Sin embargo,  algunos autores como Tim Lindken et. al. las consideran como especies "redescubiertas", sabiéndose de al menos un avistamiento nuevo desde su descripción oficial.
Se tiene registro de un posible hallazgo de un espécimen con cola en regeneración, fotografiado el 18 de octubre de 2023.

## Etimología
El nombre de específico de la especie, A. mitchelli, hace referencia a Lyndon A. Mitchell, gerente de Cuidado de Animales en el Departamento de Reptiles, en el Zoológico de Dallas y coautor de Jonathan Campbell, además de ser el recolector del holotipo de la especie.

## Descripción

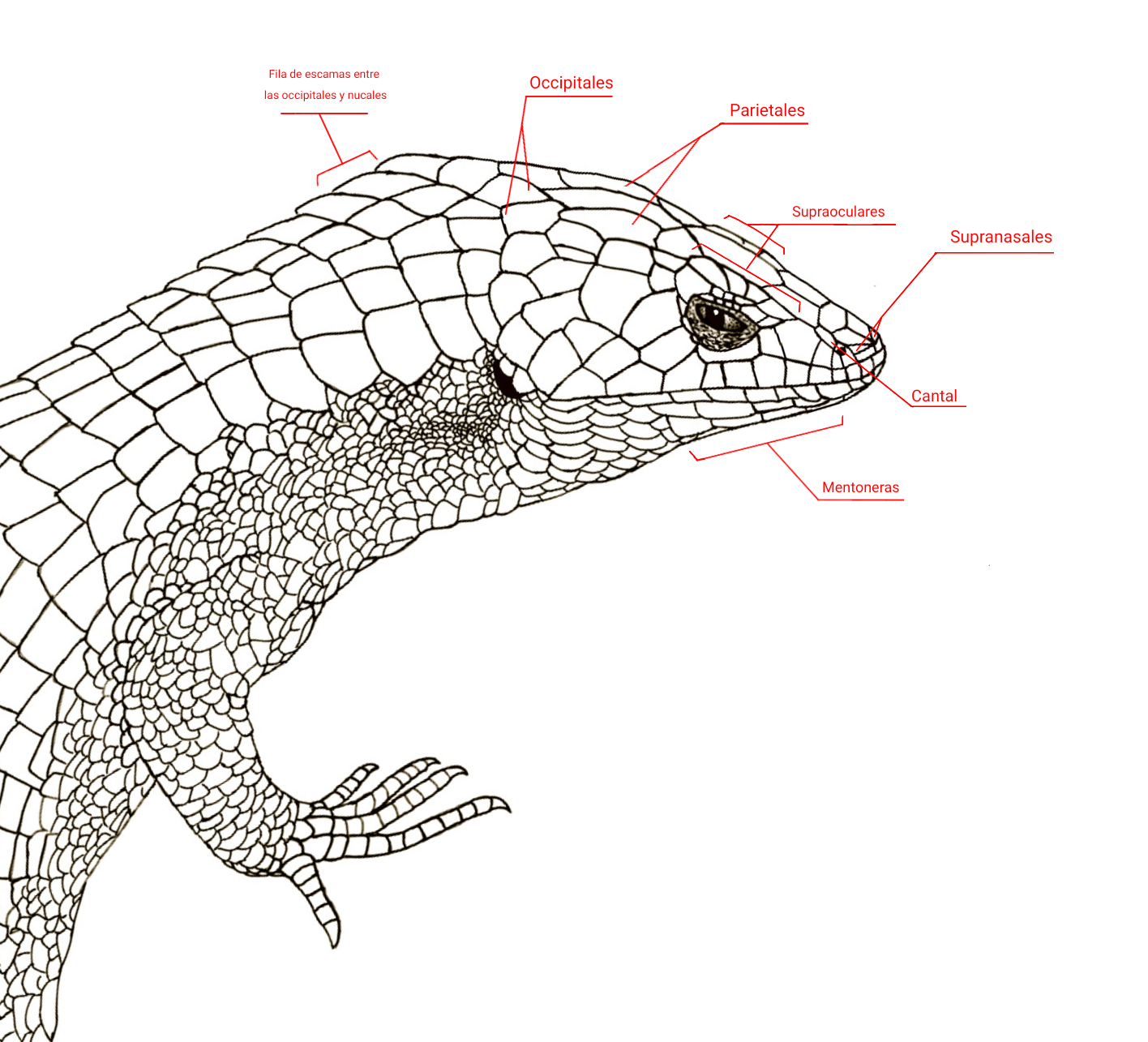
Detalles de la cabeza.

El dragoncito de la Sierra Juárez es un lagarto ánguido de cuerpo alargado, cola prensil y patas cortas. Su cabeza es triangular y aplanada dorso-lateralmente. Cuenta con un pliegue lateral bien desarrollado. El único ejemplar conocido y descrito oficialmente es una hembra adulta que presenta una longitud de hocico-cloaca de 10,5 cm.
Se distingue de los demás miembros de su género por poseer las siguientes características de patrones de escamación:
- Escamas supranasales parcialmente expandidas y de forma triangular;[1][3]
- Una escama cantal;
- Escama parietal sin contacto con las supraoculares medias;[8]
- Escama postmental simple, con fila lateral de escamas ventrales agrandadas.
- Cuatro escamas mentoneras o mentonales, característica compartida únicamente con A. bogerti y A. leurolepis.[3]
- Dos escamas occipitales.[8][3] Usualmente los lagartos del género Abronia tienen uno (carácter primitivo en gerrhonotinos). Los herpetólogos Campbell y Frost en el año de 1993 concluyeron que el único espécimen de A. mitchelli tenía dos occipitales de forma posiblemente anómala.[3] Aun así, hay especies del género Abronia que cuentan hasta con 3 occipitales, como A. cuetzpali, A. mixteca y A. oaxacae.[8]
- Una hilera de escamas entre las mencionadas escamas occipitales y la primera hilera transversal de escamas nucales;
- Seis hileras de escamas nucales  transversales;
- 34 y 16 hileras de escamas transversales y longitudinales dorsales respectivamente;
- 12 hileras de escamas transversales ventrales;
- Escamas ventrales adyacentes al pliegue lateral, de tamaño similar al resto de las escamas ventrales.[8]

### Coloración
En conservante, el único ejemplar conocido es de color marrón oliva con manchas oscuras espaciadas irregularmente, marcas marrones en el dorso y una garganta y vientre de color gris con un tono rosado matiz. En vida, se informó que el ejemplar era gris verdoso moteado de negro.

## Distribución y hábitat
A. mitchelli cuenta con una distribución muy pequeña, encontrándose en el estado mexicano de Oaxaca. El espécimen holotipo de la especie fue recolectado cerca de la carretera mexicana 175, cerca del Cerro Pelón al costado norte de la Sierra Juárez, en Oaxaca, México, a una altitud de 2700 m s. n. m. Comparte hábitat con el dragoncito del monte Zempoaltepetl.

### Hábitat

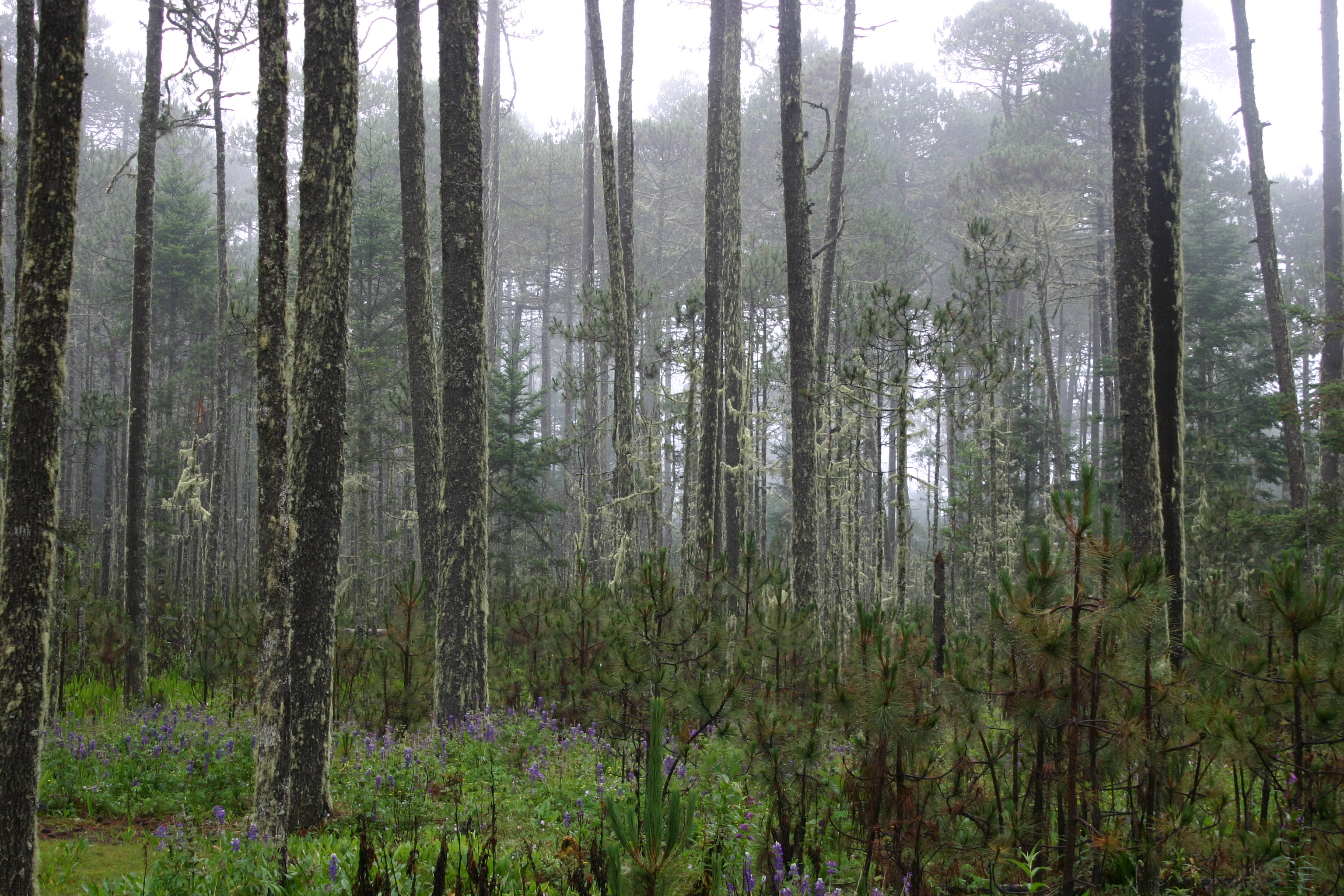
Bosque templado de pino en la carretera entre San Isidro Llano Grande y San Miguel Cajonos, Sierra Juárez.

Esta lagartija habita bosques mesófilos de montaña con pocos pinos y numerosos árboles de madera dura, principalmente robles bajos y retorcidos, afectados por fuertes vientos predominantes en el momento de la descripción de la especie.

## Estado de conservación
El dragoncito de la Sierra Juárez está "Sujeto a Norma Especial" en México, por la Norma Oficial-059. Además, el bosque del Cerro Pelón en donde habita se encuentra protegido por la comunidad local de Comaltepeс.

### Amenazas
Las áreas donde habita el dragoncito de la Sierra Juárez, se encuentran amenazadas debido a la tala, mayormente ilegal de su hábitat. Esta destrucción es irreversible e impacta negativamente los bosques nubosos de Oaxaca.
Se tiene evidencia que los funcionarios que se oponen a esta tala enfrentan amenazas, incluyendo el riesgo de asesinato por intereses madereros.